# Hasarius
Hasarius is een geslacht van spinnen uit de familie springspinnen (Salticidae).

## Soorten
De volgende soorten zijn bij het geslacht ingedeeld:
- Hasarius adansoni (Audouin, 1826)
- Hasarius bellicosus Peckham & Peckham, 1896
- Hasarius berlandi Lessert, 1925
- Hasarius biprocessiger Lessert, 1927
- Hasarius bisetatus Franganillo, 1930
- Hasarius cheliceroides Borowiec & Wesolowska, 2002
- Hasarius dactyloides (Xie, Peng & Kim, 1993)
- Hasarius egaenus Thorell, 1895
- Hasarius glaucus Hogg, 1915
- Hasarius inhonestus Keyserling, 1881
- Hasarius insignis Simon, 1886
- Hasarius insularis Wesolowska & van Harten, 2002
- Hasarius kulczynskii Żabka, 1985
- Hasarius kweilinensis (Prószyński, 1992)
- Hasarius lisei Bauab & Soares, 1982
- Hasarius mahensis Wanless, 1984
- Hasarius mccooki Thorell, 1892
- Hasarius mulciber Keyserling, 1881
- Hasarius obscurus Keyserling, 1881
- Hasarius orientalis (Żabka, 1985)
- Hasarius pauciaculeis Caporiacco, 1941
- Hasarius peckhami Petrunkevitch, 1914
- Hasarius roeweri Lessert, 1925
- Hasarius rufociliatus Simon, 1898
- Hasarius rusticus Thorell, 1887
- Hasarius testaceus (Thorell, 1877)
- Hasarius trivialis (Thorell, 1877)
- Hasarius tropicus Jastrzebski, 2010